# 夏夢夜話
『夏夢夜話』（なつゆめやわ）は、2003年8月28日に日本のコンピュータゲームブランド・KIDより発売されたPlayStation 2用ゲームソフト。

## 概要
絵本の世界に迷い込んだ少年が、元の世界へ帰る方法を探す過程で多くの出会いと別れを繰り返しながら成長し、かつては気づけなかった幼馴染の心の傷に向き合えるようになるまでを描いた物語。登場人物や章題の名称は文学作品や戯曲、楽曲に由来する。
本作の内容は、2人の幼馴染のヒロインに対応した「小鳥編」「涼子編」に大別される。一般的な恋愛アドベンチャーゲームのように共通ルートから個別のシナリオに分岐するのではなく、順番の前後は選べるものの両編を一度に連続してプレイすることになる。また、グッドエンドもこの2人との結末だけであり、その他の展開はたとえ幻想世界で美少女と恋仲になったとしてもすべてバッドエンドとされる。恋愛ゲームでありながら、真の結末にたどり着くためには仮想恋愛を切り捨て続けなければならない。

## あらすじ
田舎町で暮らす伶二と小鳥の元に、かつて都会に引っ越していった涼子がひさしぶりに帰ってきた。しかし旧交を温めようにも、3人の間には大きな溝ができていた。
ある日、絵本の個展の招待状を手に入れた伶二は2人のうちいずれかを誘って出かけるが、会場でもう1人と鉢合わせてしまい、大喧嘩の末に小鳥と涼子の仲は完全に壊れてしまった。
途方にくれる伶二の前に謎の人物ペルソナが現れ、謎掛けのような言葉を残して去っていく。するとそこに広がっていたのは、絵本の世界フェルネラントだった。

## 登場人物
キャラクターの原典および声の担当は、すべて『夏夢夜話 設定解説ファンブック』による。また、各人物は中心的な働きをする話の節に記載しているが、複数の話にわたって登場する人物もいる。

### 現実世界
青海 伶二（おうみ れいじ）
主人公の少年。壊れていく人間関係にもなすすべなく見過ごすばかりだったが、幻想世界フェルネラントでの経験を通じて大きく成長していく。
夏目 小鳥（なつめ ことり）
声 : 牧島有希
15歳。7月16日生まれ。血液型A型。身長155cm。体重48kg。3サイズはB74、W53、H76。
伶二の幼馴染の1人。彼のことを「にーさん」と呼んで慕っている。学校では演劇部に所属している。好きなものは伶二。嫌いなものは安易な励ましの言葉。
かつてはおとなしい性格だったが、綾香の死後に明るく振舞うようになった。しかしそれは成長に伴う変化ではなく、綾香の外面を模倣しているに過ぎない。本当の彼女は今も内向的であり、学校で陰湿ないじめに遭っていることを伶二に黙っている。
主人公にも言えない、罪の意識を背負っている。
幼少時の回想場面では、本編のヒロインの内の一人、氷室 涼子や、主人公の亡くなった妹、青海綾香との仲が良いことが描写されている。
氷室 涼子（ひむろ りょうこ）
声 : 満仲由紀子
18歳。5月23日生まれ。血液型AB型。身長172cm。体重52kg。3サイズはB78、W55、H80。
伶二の幼馴染の1人。寡黙で聡明な美人だが、内面は繊細。音楽の道へ進むため、中学卒業後は東京の有名校に進学したが、町に帰ってきたときには別人のように冷淡に変わっていた。好きなものは音楽、本。嫌いなものは孤独。
実は、フェルネラントを題材とした童話の作者星野碧（ほしの みどり）その人である。
青海 綾香（おうみ あやか）
声 : 金田朋子
享年12歳。12月2日生まれ。血液型O型。身長156cm。体重45kg。3サイズはB74、W52、H77。
伶二の亡き妹。明るく正義感の強い性格で、幼馴染4人組の最年少でありながら中心的役割を果たしていた。好きなものはスイカ。嫌いなものはきゅうり。3年前に突如として不可解な死を遂げ、それをきっかけに残る3人はバラバラになってしまう。フェルネラントの中では回想という形でしばしば登場し、幻想の中に引き込まれそうになる怜二を現実に戻す役割を持つ。
瀬川 晶（せがわ あきら）
声 : 葉埼かおり
22歳。6月11日生まれ。血液型B型。身長159cm。体重51kg。3サイズはB85、W56、H88。
伶二たちの先輩で、涼子の憧れの女性。気さくで明るい性格。町の図書館で司書を務める。猫を飼っている。好きなものは本、猫。嫌いなものは高いところ。
氷室 博之（ひむろ ひろゆき）
声 : 銀河万丈
氷室 優子（ひむろ ゆうこ）
声 : 大八木英央
涼子の両親。伶二とも親しく、娘との仲をあおるような発言をするが……。

### 謎の人物
ペルソナ
声 : 朴璐美
仮面をつけた正体不明の存在。伶二をフェルネラントへといざない、その後もたびたび彼の前に現れては意味深な言葉を投げかけてくる。

### フェルネラント小鳥編

#### マ・メール・ロワのように
アリス
声 : 疋田由香里
自らを蝕む「崩壊病」の治療薬を求めて各地をさすらう金髪碧眼の少女。身長140cm。好きなものはお金。嫌いなものは夢と希望。理知的で旅慣れており、お金に厳しい。根は寂しがりで、照れ屋な一面もある。伶二とは何度も違った形での出逢いを繰り返すことになる。
原典 : ルイス・キャロル『不思議の国のアリス』の主人公アリス
クリス
声 : 朴璐美
15歳。血液型A型。身長155cm。体重53kg。
砂糖の砂漠の中にある飴の国に住む、中性的な容姿の少年。この国の住人は工場で大量生産される生きた人形であり、全員が同じ顔をしている。彼らは体が壊れて消え去るまで毎日遊びほうけているが、クリスだけは傷つけば血を流す生身の肉体を持っていたため、仲間はずれに遭っていた。そのためクリスは自分を欠陥品だと思い込んでいる。好きなものは読書。嫌いなものは病気。
飴の国の王様
声 : 朴璐美
外見はクリスや他の少年たちと同じだがさまざまな知識を持っており、伶二に対して元の世界に帰る扉の使用条件として伝説の砂糖菓子を要求してくる。実は頭にかぶった王冠の効果で知力を保っており、これを取り上げられると何も考えずに遊びまわる状態に戻ってしまう。
火星人
辺境に住むタコ型の知的生物。人間の言葉は話せないが高い技術を有し、アリスを救うために重傷を負った伶二をブリキの体で蘇生させる。
原典 : ハーバート・ジョージ・ウェルズ『宇宙戦争』
黒騎士
アリスを執拗に追ってくる謎の敵。彼女を捕らえるどころか剣で殺害しようとするが、アリスには追われる理由が思い当たらないという。

#### 闇の戯れ
レミ
声 : 金田朋子
魔女の森に住む少女で、人々からは死霊として恐れられているが、彼女自身は好奇心旺盛で無邪気な性格。面影が綾香に似ている。身長155～160cm。孤独な彼女は名前すらなく、伶二によって「レミ」と名づけられた。
原典 : エクトール・マロ『家なき子』をもとにした世界名作劇場『家なき子レミ』
アルマデル
声 : 小松由佳
身長158cm。体重52kg。3サイズはB88、W56、H84。
人の姿を取った魔導書グリモアの1人。場当たり的で気楽な性格。好きなものは虫干し。嫌いなものは紙魚。
原典 : 『ソロモンの小さな鍵』の一書「ソロモンのアルマデル」
テウ
声 : 高橋裕子
身長161cm。体重57kg。3サイズはB88、W56、H85。
グリモアの1人。常に冷静で理知的だが、最も傷つきやすい。好きなものは理論、計算、解析、発見。嫌いなものは紙魚。
選択により、主人公に温かく尽くす、女性らしい一面が見受けられる。
原典 : 『ソロモンの小さな鍵』の一書「テウルギア」
ファウ
声 : 大八木英央
身長152cm。体重49kg。3サイズはB78、W55、H79。
グリモアの1人。おっとりしたのんびり屋だが、芯は強い。好きなものは掃除、睡眠。嫌いなものは紙魚。
原典 : 『ソロモンの小さな鍵』の一書「パウロの術」
ゲーティア
声 : 牧島有希
身長168cm。体重57kg。3サイズはB85、W57、H83。
禁断の魔導書と呼ばれる封じられたグリモア。危険なほどの力を持つが、彼女自身は好戦的ではなく淡々としている。好きなものはまだない。嫌いなものは暗闇。
原典 : 『ソロモンの小さな鍵』の一書「ゴエティア」
ジゼル
声 : 長崎みなみ
絵に描かれた女性だが、額縁の外に身を乗り出すこともできる。魔法の学び舎である「魔女の家」の創始者で、伶二とアリスを弟子として迎え入れる。好きなものは良い額縁。嫌いなものは火。
原典 : 古典バレエ『ジゼル』
しゃれこうべ
声 : 後藤哲夫
レミが持ち歩いている頭蓋骨。高位の魔法使いの成れの果てらしいが、まだ生きている。
ブリキの兵隊
一度自らもブリキになった経験のある伶二が森から拾ってきて修理した。ヴァランチーヌの館で再登場したときは庭師の格好をしていた。
パラレルワールドの住人のごとく、役柄を変え、幾度も主人公の前に現れる。
原典 : ライマン・フランク・ボーム『オズのブリキの木こり』
探偵
声 : 神谷浩史
レミを公開裁判にかけて処刑しようとする霧の街の住人。その名の通り街全体が厚い霧に包まれているため、シルエットでしか登場しない。
原典 : アーサー・コナン・ドイルの探偵小説の主人公シャーロック・ホームズ

#### 世界が和やかだから
シャル・ペローナ
声 : 満仲由紀子
猫耳と尻尾を備えた美少女剣士。身長158cm。体重48kg。伶二を「あるじ殿」と呼んで忠義を尽くし、彼の窮地にどこからともなく駆けつける。生真面目で礼儀正しい。好きなものはご主人様。嫌いなものは敵。
原典 : シャルル・ペロー『長靴をはいた猫』の主人公ペロ
ヴァランチーヌ
声 : 長崎みなみ
身長164cm。体重56kg。3サイズはB88、W58、H88。
洋館で暮らす貴婦人で、アリスを保護している。行き倒れていた伶二の面倒も見てくれた。もてなす事が好き。無粋な事が嫌い。偉ぶったところのない優しい女性だが、変化を好まず館を永遠の楽園にしようとする。
原典 : アレクサンドル・デュマ・ペール『モンテ・クリスト伯』の検事の娘
ザカリウス
声 : 銀河万丈
温厚で博識な老紳士。腕利きの時計職人だが、時計以外にも機械なら何でも手がける。好きなものは娘、時計、機械いじり。涼子編にも登場し、フェルネラントに迷い込んだ伶二に何かと助言をくれる。
原典 : ジュール・ヴェルヌ『ザカリウス親方』

### フェルネラント涼子編

#### 道化師の夜の歌
コロンビーナ
声 : 金田朋子
12歳。身長150cm。体重38kg。3サイズはB68、W48、H71。
通称コロン。キマグレ大サーカスのピエロの少女。道化師アルルカンの弟子であり、師匠の引退に伴って独り立ちしたが、後継者としての重圧に押しつぶされそうになっていた。明朗快活だが、孤独を恐れている。好きなものは子供。嫌いなものは泣く事。アルルカンより授かった、不安の涙を受け止めて隠すための「涙」を紛失してしまい、伶二に頼んで探索の旅に同行してもらう。
サーカスでピエロを務める彼女の身体は、玉乗りを軽々とこなしてしまうほどの運動能力を持っている。
原典 : イタリアの古典喜劇『コンメディア・デッラルテ』の陽気な小間使い
湖の精霊
声 : 牧島有希
世界中の涙が流れ着くという「涙の湖」の精霊。つらい想いだけが自分のもとにやってくるため、絶えずため息をつきながらすごしている。
原典 : イソップ寓話『金の斧』
ゼフュロス
声 : 神谷浩史
雲の上の神殿で気ままに暮らす風の神。客人には親切で、伶二やコロンを歓待した。
原典 : ギリシア神話の西風の神ゼピュロス
シルフィード
声 : 満仲由紀子
奔放な風の妖精。コロンの涙をどこかへ吹き飛ばしてしまった張本人。
氷室涼子編の物語内で、コロンと言い合うシーンも見受けられるが、シルフィード自身、コロンの事を根本的に毛嫌いしている訳ではない。
また、夏目小鳥編では、シルフィードの立ち絵を使用した妖精が登場する。小鳥編での妖精が、会話するシーンはない。
原典 : 風の精シルフ
アルルカン
声 : 後藤哲夫
コロンの師匠であり、並ぶ者のないと謳われた道化師。引退して新しい自分を探そうとしたが失敗し、以来酒びたりの日々を送っている。
原典 : 『コンメディア・デッラルテ』の道化師アルレッキーノ。名前はフランス語読み

#### 死にゆく王女のためのパヴァーヌ
雪の女王
声 : 大八木英央
雪の国の氷の城でただひとり暮らす女王。名前は「雪の女王」がそのまま本名である。身長165cm。3サイズはB88、W59、H90。周囲に常に雪を降らせ、彼女に触れたものはすべて凍りついてしまう。冷徹な態度をとるが本当は誠実で優しい女性。
冷徹な態度は、彼女に触れることにより相手を氷付けにしない為の牽制に過ぎない。この氷付けの体質を治すため、主人公を魔法使いと勘違いした彼女は、主人公の旅路へ同行する意を表する。好きなものは春。嫌いなものは雪、冬。
シナリオの選択によっては、まったく登場しない。
原典 : ハンス・クリスチャン・アンデルセン『雪の女王』
アメリア・イヤハート
声 : 葉埼かおり
7月24日生まれ。身長167cm。体重55kg。3サイズはB82、W60、H85。
複葉機アルバトロス水上型を駆る女流飛行士兼冒険家。容姿は晶に瓜二つ。人情に篤い姉御肌で、コロンの涙探索も手伝っている。好きなものは飛行機、空、猫。嫌いなものは決断力の無さ。
心の中で、自身の存在意義についての悩みも抱いている。
原典 : 実在の飛行士アメリア・イアハート
ドゥ
声 : 大八木英央
トロワ
声 : 満仲由紀子
アメリアとともに旅をする2匹の白猫。アンという名の姉を探している。
エイハブ
声 : 本田啓之
飛空船スカイ・アイランズ号船長。左手は鉤状の義手となっている。星鯨を狩り続けたあまり絶滅寸前に追い込んでしまった過去を悔い、現在は鯨の天敵クラーケンを狩る。アメリアのことが好きだが、照れてしまって言い出せずにいる。
シナリオの選択によっては、ほとんど登場しない。
原典 : ハーマン・メルヴィル『白鯨』の主人公
村人夫妻
雪の国近くの住人。伶二と同じくらいの年ごろだがすでに結婚している。冷害のために苦しい生活を強いられており、雪の女王を恨んでいる。
魔法使い
声 : 池ノ谷太助
村はずれの塔に住む優男風の青年。水晶玉で術を使う。

#### ゆめ割り人形
フランシーヌ
声 : 高橋裕子
外見年齢17歳。身長162cm。体重153kg。3サイズはB77、W50、H79。
とある時計職人が亡き娘に似せて作り上げた自動人形。モデルの人物そのままの優しい性格。ペルソナと通じており、物語のきっかけとなった展覧会の招待状を伶二に送ったのは彼女である。
原典 : ルネ・デカルトが携えていたという人形
コッペリア
声 : 高橋裕子
フランシーヌのもうひとつの人格。心を得て完全な人間になることをもくろむ。本作の黒幕。
原典 : レオ・ドリーブのバレエ『コッペリア』

## スタッフ
- キャラクターデザイン : 如月水、ひぐちのりえ
- 企画・シナリオ : 田中ロミオ、水無神知宏
- プロデューサー : 細田邦治
- オープニングテーマ : ECHO
  - 作詞 : 千代田孝子、作曲 : 細田貴昭 / 編曲・歌 : spinnerbait
- 小鳥編エンディングテーマ : 銀色の夜明けに…
  - 作詞 : 赤見幸重、作曲 : 下田義浩、編曲 : 近修 / 歌 : 牧島有希
- 涼子編エンディングテーマ : crystal of pain
  - 作詞 : 赤見幸重、作曲 : 宇田川大輝、編曲 : 近修 / 歌 : 満仲由紀子

## 関連商品
- 書籍
  - 夏夢夜話 設定解説ファンブック（ジャイブ）ISBN 4-902314-05-3
- CD
  - 夏夢夜話サウンドコレクション（サイトロン・デジタルコンテンツ / SCDC-00294）